# أسيفا مزداكون (تسكدلت)
أسيفا مزداكون هي إحدى مشيخات المملكة المغربية، تتبع جغرافيا لإقليم شتوكة آيت باها وإداريًا لتسكدلت. يقدر عدد سكانها بـ 1132 نسمة حسب الإحصاء الرسمي للسكان والسكنى لسنة 2004.